# Костомаров, Всеволод Дмитриевич
Все́волод Дми́триевич Костома́ров (1837—1865) — русский писатель, поэт-переводчик.

## Биография
Родился 20 апреля (2 мая) 1837 года в Ярославской губернии.
По окончании Михайловского артиллерийского училища (1856) служил юнкером, затем корнетом в кавалерии — в Малороссийском кирасирском (до 1858) и Смоленском уланском полках. Службу проходил в Польше. В 1860 году уволен от службы.
Умер 7 (19) декабря 1865 года от саркомы в отделении для бедных Мариинской больницы в Санкт-Петербурге. Похоронен на Волковском православном кладбище.

## Литературная деятельность
Вместе с Ф. Н. Бергом издавал сборники зарубежной поэзии, в которых Костомарову принадлежали переводы из Беранже, Гейне, Гюго, Шамиссо, итальянских поэтов («Сборник стихотворений иностранных поэтов», Москва, 1860; «Поэты всех времён и народов», Москва, 1861). К участию во втором сборнике привлёк нескольких поэтов, среди них и А. Н. Плещеева, после чего последовало несколько совместных переводов Костомарова с ним.
Составил «Историю литературы древнего и нового мира» (ред. А. П. Милюков, СПб., 1862). В журнале «Время» (1861, X) была помещена его статья «Легенды сербов», с переводом ряда народных сказаний. В «Русском слове», «Времени», «Светоче» и других Костомаров напечатал ряд переводов из Бернса, Лонгфелло, Байрона и др.; часть их вошла в сборник Гербеля: «Английские поэты» (СПб., 1875). Начал также перевод полного собрания сочинений Шекспира, но успел издать только: «Король Иоанн» (СПб., 1864) и «Король Ричард II» (СПб., 1865).

## Доносительство
В 1861 году познакомился с Н. Г. Чернышевским, Н. В. Шелгуновым, устроил у себя дома подпольную типографию. Арестованный в августе 1861 года за распространение составленных им же прокламаций, начал давать откровенные показания и не гнушался фабрикацией вещественных доказательств вины Чернышевского, Михайлова и других революционных демократов. За собственную вину был разжалован в солдаты. Перехваченное письмо озлобившегося Костомарова, в котором он обвинял в своём несчастье совершенно неповинных людей, привело к неприятностям для многих петербургских литераторов.